# چاتراپاتی شیکهار
چاتراپاتی شیکهار (تلگویی: ఛత్రపతి శేఖర్) بازیگر اهل هند است که بیشتر بابت همکاری با کارگردان مشهور هندی اس. اس. راجامولی شناخته می‌شود.

## گزیدهٔ فیلم‌شناسی
- دانش‌آموز شماره ۱
- شهرت
- رقابت
- چاتراپاتی
- آشوک
- ویکرامارکدو
- جنگجوی بزرگ
- حسن نیت رامانا
- قدرت
- سر و صدا
- مگس
- غرور
- افسانه
- او درنگ نخواهد کرد
- لگد ۲
- مرد ثروتمند
- تئاتر
- آرآرآر
- دور برگردان
- آرجون سوراورام